# 全国保育団体連絡会
全国保育団体連絡会（ぜんこくほいくだんたいれんらくかい、略称：全保連（ぜんほれん））は、日本の保育関係の団体のひとつである。

## 加盟団体

### 全国組織
- 全国保育問題研究協議会
- 全国幼年教育研究協議会
- 全国障害者問題研究会
- 全国学童保育連絡協議会
- 全国福祉保育労働組合
- 全国無認可保育所連絡協議会
- 全日本民主医療機関連合会
- 日本医療労働組合連合会
- 新日本婦人の会
- 乳幼児の生活と教育研究会
- 日本自治体労働組合総連合
- 全国民間保育園経営研究懇話会
- 赤ちゃんの急死を考える会
- 保育問題・保護者の運動交流ネットワーク（ほうんネット）

### 地方組織
- 北海道保育団体連絡会
- 青森保育団体連絡会
- 保育合研秋田県実行委員会
- 岩手県保育連絡会
- 宮城県保育関係団体連絡会
- 山形県保育関係団体連絡会
- 福島県保育連絡会
- 茨城県保育連絡会
- 栃木県保育運動連絡会
- 群馬県保育問題連絡会
- 埼玉県保育問題協議会
- 千葉県保育問題協議会
- 東京都保育問題協議会
- 神奈川県保育問題協議会
- 子育て・保育ネットワークにいがた
- 長野県保育問題連絡協議会
- 山梨県保育運動連絡会
- 富山保育連絡会
- 石川保育運動連絡会
- 福井県保育団体連絡会
- 静岡県保育団体連絡会
- 愛知保育団体連絡協議会
- 岐阜県保育団体連絡会
- 三重県保育団体連絡会
- 滋賀保育運動連絡会
- 京都保育運動連絡会
- 奈良県保育運動連絡協議会
- 大阪保育運動連絡会
- 兵庫県保育所運動連絡会
- 和歌山県保育運動連絡会
- 岡山県保育団体連絡会
- 広島県保育団体連絡会
- 山口県保育問題連絡会
- 鳥取の保育を考える会
- しまね保育連絡会
- 香川保育問題連絡会
- 徳島保育団体連絡会
- 高知県保育運動連絡会
- 愛媛県保育問題連絡協議会
- 福岡県保育センター
- 佐賀保育を考える会
- 長崎県保育子育てネットワーク
- 熊本保育連絡会
- 大分県保育連絡会
- 宮崎県保育団体連絡会
- 子育てネットワークかごしま
- 沖縄保育問題研究会